# リッチモンド (カリフォルニア州)
リッチモンド（英語: Richmond）は、アメリカ合衆国カリフォルニア州のコントラコスタ郡にある都市。人口は11万6448人（2020年）。サンフランシスコ湾に面した工業都市。

## 概要
第二次世界大戦中にはカイザー造船所所有の4つの造船所がフル稼働しアメリカの戦勝に貢献した。しかし戦後は需要がなくなり、4つの造船所は全て閉鎖された。その後しばらくは失業率が高い状態が続き町は荒廃したが、近年はベッドタウン化が進行しており人口は増加傾向にある。
サンフランシスコ・ベイエリアのイーストベイに位置し、湾岸にはシェブロンの巨大な石油精製所が立地している。

## 治安
リッチモンドは犯罪発生率が高くベイエリアでは「治安の悪い都市」と認識されているが近年は改善傾向にある。民間調査会社NICHEの2025年の格付けでは、治安はC-だった。

## 交通
- 都市鉄道のバートでサンフランシスコやオークランドと結ばれており、通勤通学に利用されている。アムトラックの駅が隣接している。
- フェリー乗り場があり、サンフランシスコ・フェリービル行きの便がある。

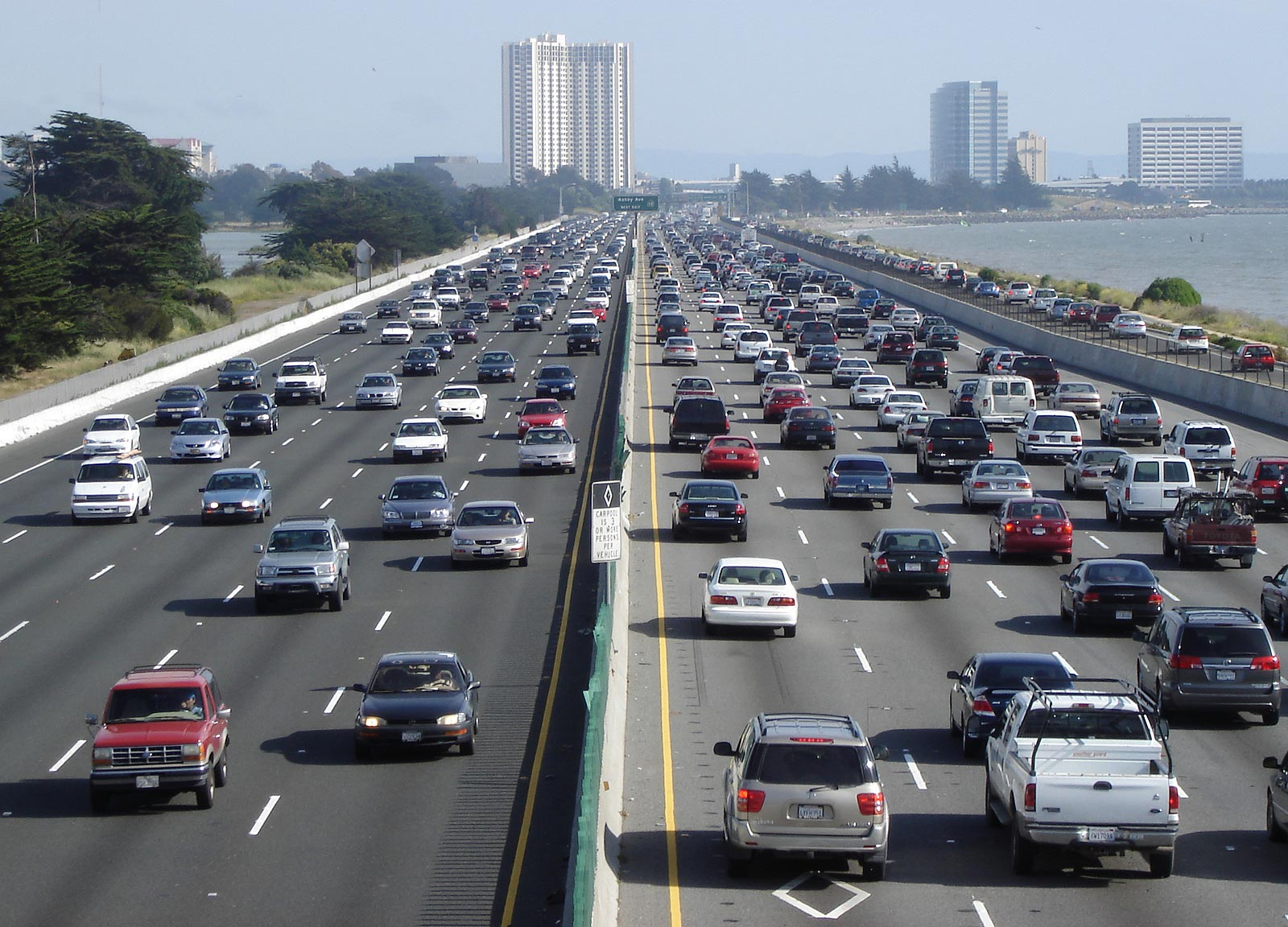
I-80

- 州間高速道路80号線が市内を通る。

## 姉妹都市
リッチモンドはSister Cities Internationalによって指定された、3つの姉妹都市を有している：
- 島田市、日本。1961年12月に姉妹都市提携。
- Regla、キューバ。
- 舟山市、中国。